# Robert Hill
Robert Hill (2. dubna 1899 – 15. března 1991), známý jako Robin Hill, byl britský biochemik (zabýval se biochemií rostlin), který v roce 1939 objevil tzv. Hillovu reakci fotosyntézy. Potvrdil, že kyslík se uvolňuje během světelné fáze fotosyntézy. Rovněž se významně podílel na vytvoření tzv. Z-schématu tvorby kyslíku při fotosyntéze.